# Camps (Fonollosa)
Camps és un poble que pertany al terme municipal de Fonollosa, a la comarca del Bages. El nucli està format per l'església parroquial, algunes cases, les antigues escoles i el local de l'Associació Cultural de Veïns de Camps. El 2016 tenia 91 habitants. Els dies festius i en època de vacances la població augmenta considerablement.

## Orígens
El primer esment escrit data del 950 quan el Comte Borell va donar a Santa Cecília de Montserrat un alou, amb les esglésies de Santa Maria, Sant Pere i la capella de Sant Mamet de Bacardit, a un lloc que es deia Cancis (que avui és Camps) i que pertanyia a Castelltallat (castro de Montedeon), del comtat de Manresa.

## Geografia
El nucli del poble està situat a la part nord del terme de Fonollosa, a uns 600 metres d'altitud. Camps limita al nord amb la serra de Castelltallat i al sud amb la riera de la Vall. En destaca l'excel·lent vista sobre el Pla de Bages i els relleus circumdants, especialment de la serra de Montserrat, que s'alça ben bé a migdia.
Molt poques persones hi resideixen al nucli, la majoria del centenar d'habitants viuen escampats en cases i masies, la majoria de les quals formen petits ravals.
La vegetació predominant són alzinars i pinars.

## Economia
L'agricultura de secà és l'activitat econòmica que predomina: vinyes, cereals, ametllers i oliveres. La ramaderia no és gaire estesa però hi ha algunes granges de ramat porcí i boví i també pastures de vaques. Força cases també tenen el seu bestiar per a consum propi, principalment conills i aviram, i el seu hort.

## Situació
S'hi arriba per la carretera de 2,5 km que surt del Raval del Paisà de Fonollosa, situat al km 13 de l'antiga carretera de Manresa a Calaf i a uns 13 km de la sortida 123 de l'eix transversal (C-25, sortida Fals/Fonollosa)). També està ben comunicat amb Fonollosa a través del camí veïnal del raval de la Pocafarina (BV-3008) que s'agafa per darrere l'antiga fàbrica tèxtil.

## Entitats
L'Associació Cultural de Veïns i Veïnes de Camps és l'entitat organitza els diferents actes que es realitzen al poble de Camps durant tot l'any. L'associació és propietària del casal de Camps, al qual organitza actes teatrals, cinema, concerts, conferències, trobades gastronòmiques, i actes socials diversos.
El 1920 es van reparar unes velles armes procedents de la guerra dels Carlins (1872-1876) que un cop transformades en trabucs varen fer sentir la seva veu de tro pel pla de Camps pels trabucaires de Camps. Es trabucava per la diada de Pasqua tot portant l'alegria i la bona nova a totes les cases del terme durant divuit o vint hores seguides, intercalant-hi, és clar, les estones per beure el bon vi que oferia la gent de les masies i recollint ous i altres obsequis. La guerra civil del 1936 al 1939 i la llarga postguerra van tallar la tradició. Durant molt de temps va ser prohibida aquesta activitat festiva, prohibició només superada l'any 1950 per un permís especial, amb motiu de l'arribada de la imatge de la Mare de Déu de Fàtima al poble de Camps.
L'any 1979, un grup de joves van rellançar l'antiga tradició. Van fabricar nous trabucs, que fan servir per manifestar, l'alegria popular. El 2004 van celebrar el 25è aniversari.

## Patrimoni
- Quatre esglésies
  - Santa Maria de Caselles,[5] antiga església integrada en un mas el 1885
  - Les ruïnes de Santa Maria de Camps[6]
  - Les ruïnes de Sant Mamet de Bacardit[7]
  - Les ruïnes de la capella de Sant Esteve de Camps.[8]

- Tres sepulcres excavats a la roca medievals, situats a uns 500 m darrere el cementiri[9][10]
- Les Roques del Diable, una formació calcària afectada per un procés de carstificació entre el torrent de Bacardit o de Camps i el Torrent de Fonollosa.[11]
- Unes tombes tardoromanes (segle iv) que es van descobrir el 2015, a la plaça de l'Església.[12]

## Actes
El poble celebra la Festa Major el primer cap de setmana de maig, la festa del Jovent el cap de setmana anterior a la Festa Major, la Fira Artesanal el primer diumenge d'octubre, la festa de Santa Llúcia (Festa Major petita) el cap de setmana següent al dia 13 de desembre (Santa Llúcia), les caramelles de Camps el dissabte i diumenge de Pasqua, la caminada popular se celebra quinze dies després de la Festa Major i nombroses festes, sopars, dinars i tradicions repartides al llarg de l'any, organitzades per l'Associació Cultural de Veïns i Veïnes de Camps.